# Glatka indijska vidra
Glatka indijska vidra (Lutrogale perspicillata) vrsta je vidre, jedini živući pripadnik roda Lutrogale. Vrstu pronalazimo od istoka Indije do jugoistočne Azije, a prisutna je i manja populacija u Iraku. Kao što njeno ime navodi, njeno je krzno glađe i kraće od drugih vrsta vidri.

## Obilježja
Glatke indijske vidre najveće su vidre u jugoistočnoj Aziji, dostižući duljinu od 130 centimetara, i težinu od 7-11 kilograma. Od ostalih se vrsta razlikuju po okruglijoj glavi i njušci bez dlaka u obliku iskrivljenog dijamanta. Rep je stanjen, ne nalik ostalim vrstama vidri čiji su repovi zadebljani, te iznosi i do 60% duljine čitavog tijela. Poput većine vrsta vidri, glatka indijska vidra ima plivaće kožice, snažne šape i oštre kandže. 
Krzno glatke indijske vidre kraće je i nježnije od ostalih vrsta vidri. Boja krzna duž leđa svijetle je ili tamnosmeđe boje, dok je trbušni dio svijetlosmeđe do sive boje.
Glatke indijske vidre, poput ostalih zvijeri, koriste osjet njuha i miris kako bi komunicirale unutar vrsta vidri te s ostalim životinjama. Svaka vidra posjeduje par mirisnih žlijezdi na osnovi repa koje koriste za obilježavanje tla i objekata, poput kamenja i vegetacije, blizu mjesta hranjenja.

## Rasprostranjenost i stanište
Glatka indijska vidra obitava kroz veći dio južne Azije, u Indomalajskom ekozonu, i istočni dio Indije. Postoji i izolirana populacija vrste u močvarama Iraka. Živi u područjima bogatima vodom – močvarne šume, slatkovodne močvare, šumske rijeke, jezera i rižina polja neki su od primjera. Prilagođene su životu u vodi, no također se snalaze i na tlu, i mogu se kretati tlom i prijeći velike udaljenosti u potrazi za boljim staništem. Njihove jazbine nalaze se unutar plitkih udubina u tlu, kamenitih naslaga ili nakupinama stabala. Neke će jedinke izgraditi trajne jazbine na vodi, slične dabrovim jazibanama, s podvodnim ulazom i tunelom koji vodi do komore iznad vode.
Glatku indijsku vidru navodi se kao ranjivu vrstu. Raspon populacija smanjuje se poradi gubitka močvarnih staništa, izlovljavanja i kontaminacije vodenih puteva pesticidima. U Indiji, glatke se indijske vidre vode kao ugrožena vrsta, i zaštićena su vrsta od 1972. godine.

## Prehrana
Glatka indijska vidra hrani se kukcima, crvima, mekušcima, žabama, vodenim štakorima, kornjačama, pticama i ribom. Riba iznosi 75-100% njene prehrane. Glatke indijske vidre često love u skupinama, tjerajući plove riba u nakupine kojima se zatim lakše hrane. Skupina vidri ponekad može ubiti i manjeg gavijala. Raspon područja hranjenja jedne skupine može iznositi i od 7 do 12 kilometara. Jedinka dnevno može pojesti 1 kilogram hrane u zatočeništvu.

## Razmnožavanje
Glatke indijske vidre tvore snažne monogamne parove. Točno određeni periodi parenja glatke indijske vidre nisu poznati, no kada su vidre ovisne o monsunima, parenje se odvija između kolovoza i prosinca. Gestacija iznosi 61-65 dana. Ženke kote 2-5 mladunaca u jazbini blizu vode, koju samostalno grade ili preuzimaju od drugih životinja. Nakon koćenja, mladunci su slijepi i bespomoćni, no nakon trideset dana njihove se oči otvaraju, te nakon šesdeset dana mladunci mogu plivati. Roditelji se brinu za mladunčad do 130 dana, nakon čega mladunci napuštaju roditelje. Spolnu zrelost dostižu s navršene dvije godine života.

## Drugi projekti
|  | Wikivrste imaju podatke o taksonu glatkoj indijskoj vidri |